# NGC 3681
NGC 3681 est une galaxie spirale barrée située dans la constellation du Lion. NGC 3681 a été découverte par l'astronome germano-britannique William Herschel en 1784.

## Caractéristiques
La classe de luminosité de NGC 3681 est II-III et elle présente une large raie HI. C'est aussi une galaxie LINER, c'est-à-dire une galaxie dont le noyau présente un spectre d'émission caractérisé par de larges raies d'atomes faiblement ionisés.

### Distance
Sa vitesse par rapport au fond diffus cosmologique est de 1 570 ± 24 km/s, ce qui correspond à une distance de Hubble de 23,2 ± 1,7 Mpc (∼75,7 millions d'al).
À ce jour, cinq mesures non basées sur le décalage vers le rouge (redshift) donnent une distance de 28,380 ± 2,725 Mpc (∼92,6 millions d'al), ce qui est légèrement à l'extérieur des valeurs de la distance de Hubble. Notons que c'est avec la valeur moyenne des mesures indépendantes, lorsqu'elles existent, que la base de données NASA/IPAC calcule le diamètre d'une galaxie et qu'en conséquence le diamètre de NGC 3681 pourrait être d'environ 20,2 kpc (∼65 900 al) si on utilisait la distance de Hubble pour le calculer.

## Morphologie
Eskridge, Frogel et Pogge ont publié un article en 2002 décrivant la morphologie de 205 galaxies spirales ou lenticulaires rapprochées. Les observations ont été réalisées dans la bande H de l'infrarouge et dans la bande B (le bleu). Selon Eskridge et ses collègues, NGC 3681 est de type SAB(r)b dans la bande B et SB(r)0/a dans la bande H. Le noyau ponctuel de NGC 3681 est traversé par une courte barre qui rend les isophotes du bulbe très elliptiques. Le bulbe est encastré dans un disque interne lisse contenant un anneau sur sa bordure. La brillance de surface du disque chute brusquement à l'extérieur de l'anneau. Le disque externe est lisse et de faible brillance de surface, sans aucune trace de structure spiralée. Les types optiques de cette galaxie sont SAB(r)bc (RC3)), SBb(r)I-II (CAG) et SAB(r)b (OSUB). Le type nettement plus précoce dans le proche infrarouge est dû à l’absence de structure spirale évidente dans la bande H.

## Groupe de NGC 3686
NGC 3681 est une galaxie brillante dans le domaine des rayons X et elle fait partie du groupe de NGC 3686 qui comprend au moins 21 autres galaxies brillantes également dans le domaine des rayons X, dont NGC 3592, NGC 3607, NGC 3608, NGC 3626, NGC 3655, NGC 3659, NGC 3684, NGC 3686 et NGC 3691. Ce même groupe est aussi mentionné dans un article publié par A.M. Garcia en 1993, mais la galaxie NGC 3607 n'y figure pas. De plus, la galaxie PGC 35426 fait partie de la liste de Garcia, mais cette dernière ne brille pas dans le domaine des rayons X.